# 茨城県道290号常陸多賀停車場線

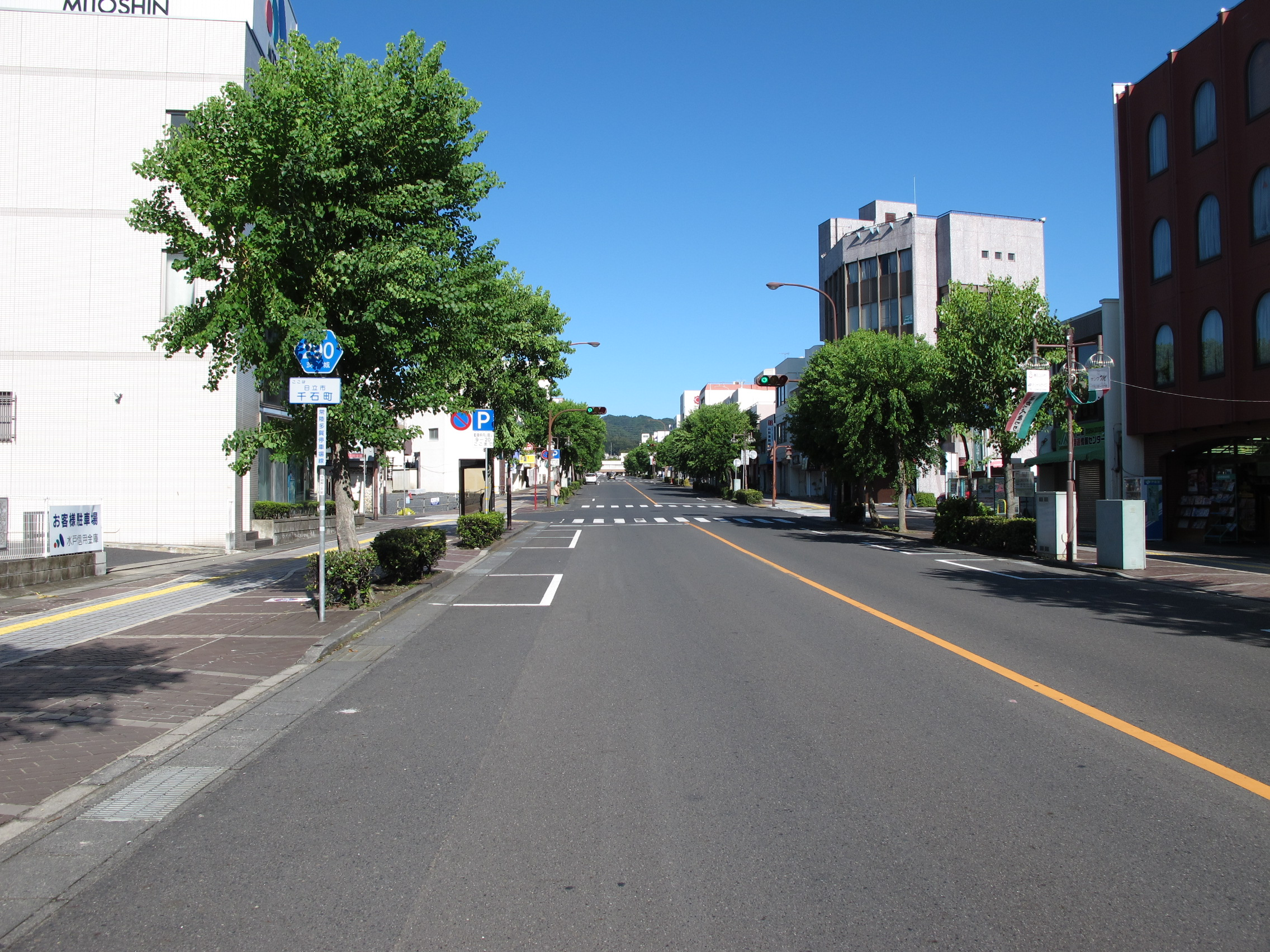
日立市千石町（2011年9月撮影）

茨城県道290号常陸多賀停車場線（いばらきけんどう290ごう ひたちたがていしゃじょうせん）は、茨城県日立市にあるJR常磐線常陸多賀駅と国道6号を結ぶ県道。「よかっぺ通り」という名称が付けられている。

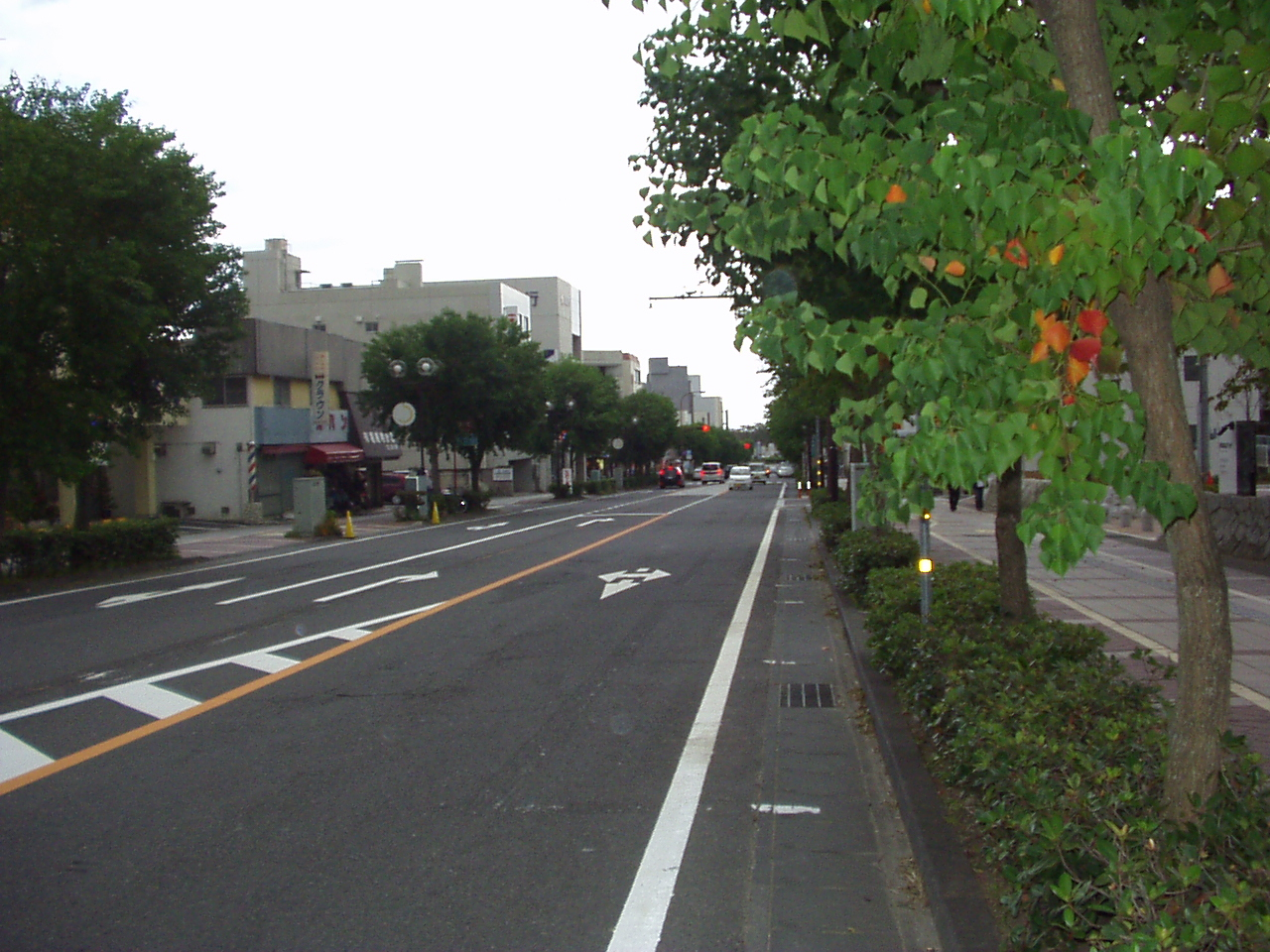
よかっぺ通り

## 概要
- 起点：茨城県日立市千石町1丁目（常陸多賀駅）[1]
- 終点：茨城県日立市千石町2丁目（国道6号、多賀駅入口交差点）[1]
- 総延長：530 m[2]
- 重用延長：なし[2]
- 未供用延長：なし[2]
- 実延長：530 m[2]
- 自動車交通不能区間延長[注釈 1]：なし[2]

## 歴史
1959年（昭和34年）10月14日、新たな県道として日立市多賀町の常陸多賀停車場を起点とし、一級国道六号線（国道6号）交点を終点とする区間を本路線とする県道常陸多賀停車場線として茨城県が県道路線認定した。
1995年（平成7年）に整理番号290となり現在に至る。

### 年表
- 1897年（明治30年）2月25日：常陸多賀駅（旧下孫駅）が開業
- 1959年（昭和34年）10月14日
現在の路線で路線認定される（図面対象番号266）[3]。道路の区域は、日立市多賀町の常陸多賀停車場から日立市多賀町の一級国道六号線交点までと決定された[1]。
- 1995年（平成7年）3月30日：整理番号が整理番号322から現在の番号（整理番号290）に変更される[4]。

## 路線状況
全区間2車線。多賀駅前ロータリーから市道「杏子並木通り」交差点までの区間は路側に駐車枠がある。
毎年5月に行われる「ひたち国際大道芸」と毎年9月に行われる「よかっぺ祭り」の会場であり、開催中は通行止めとなる。
道路法の規定に基づき、日立市千石町（JR常陸多賀駅）- 同（常陸多賀駅入口交差点）間は、緊急輸送道路として機能を維持するため、災害発生時の被害拡大防止を目的に道路用地内に電柱を建てることが制限されている。

## 地理

### 通過する自治体
- 茨城県日立市

### 沿線
- 常陸多賀駅
- 日立市役所多賀支所（多賀市民プラザ）
- 多賀市民会館
- 東日本電信電話 日立多賀局
- 多賀郵便局
- 常陽銀行 多賀支店